# Kushtia (distrikt)
Kushtia (bengali: কুষ্টিয়া জেলা) är ett distrikt i Bangladesh.   Det ligger i provinsen Khulna, i den centrala delen av landet, 150 km väster om huvudstaden Dhaka. Antalet invånare är 1 946 838. Arean är 1 609 kvadratkilometer.
Terrängen i Kushtia är mycket platt.
Trakten runt Kushtia består till största delen av jordbruksmark. Runt Kushtia är det tätbefolkat, med 982 invånare per kvadratkilometer.